# Orchidantha chinensis
Orchidantha chinensis là một loài thực vật có hoa trong họ Lowiaceae. Loài này được Ngô Đức Lân (Wu Te Lin, 吳德鄰) miêu tả khoa học đầu tiên năm 1964.
Tên gọi trong tiếng Trung là 兰花蕉 (lan hoa tiêu), nghĩa đen là chuối hoa lan.

## Phân bố
Loài bản địa miền nam Trung Quốc (Quảng Đông, nam Quảng Tây). Môi trường sống là thung lũng núi; cao độ 200-400 m.

## Mô tả
Cây cao 45-100 cm. Thân rễ nằm sát đất. Cuống lá dài 14-50 cm; phiến lá hình elip-hình mác, 22-50 × 5,5-11 cm, đáy hình nêm, hơi xuôi xuống, đỉnh nhọn thon. Lá bắc thuôn dài, 3,5-10 cm, các lá bắc ở phần xa thì lớn hơn. Lá đài thuôn dài-hình mác, 9,5-17 × 1,5-3,2 cm. Môi hoa thẳng, 9-17 × 0,8-2,3 cm, hơi thắt lại ở phần giữa, đỉnh nhọn thon và có râu ngọn; cánh hoa bên thuôn dài, 2-3,2 cm, đỉnh có râu nhọn ~5 mm. Bao phấn ~1 cm. Bầu nhụy có phần đỉnh thuôn dài 2-3,5 cm. Vòi nhụy ~1 cm; đầu nhụy có răng cưa ở đỉnh, ở phần xa trục có phần phụ hình chữ V, đầu nhụy dài hơn ~8 mm. Quả nang màu tím sẫm, đường kính ~1,5 cm. Ra hoa tháng 3-6, tạo quả tháng 7-10.

## Phân loài, thứ
Bao gồm 2 thứ là:
- Orchidantha chinensis var. chinensis (nguyên chủng):[5][6] Lá đài khoảng 9,5 × 1,5-2cm. Cánh môi khoảng 9 × 0,8 cm; cánh hoa bên khoảng 2 cm.[5] Phân bố: Trong thung lũng núi ở cao độ khoảng 200 m, tại Quảng Đông.[5]
- Orchidantha chinensis var. longisepala (D.Fang) T.L.Wu, 1997 in 1998 (长萼兰花蕉, trường ngạc lan hoa tiêu = chuối hoa lan đài hoa dài):[7][8] (đồng nghĩa: Orchidantha longisepala D.Fang, 1996)[9] Lá đài khoảng 12,0-17 × 1,9-3,2 cm. Cánh môi khoảng 12-17 × 2-2,3 cm; cánh hoa bên khoảng 2,8-3,2 cm.[7] Phân bố: Trong thung lũng núi ở cao độ khoảng 400 m, tại miền nam Quảng Tây.[7]